# Organokaliumchemie
De organokaliumchemie bestudeert verbindingen waarin een directe binding optreedt tussen koolstof en kalium. Het is daarmee een onderdeel van de organometaalchemie. De toepassingen van deze groep verbindingen zijn zeer beperkt in aantal, vooral door de eenvoudige toegankelijkheid van de overeenkomstige organolithiumverbindingen.
In tegenstelling tot organolithiumverbindingen is de binding tussen kalium en koolstof zuiver ionair: koolstof is dus als carbanion aanwezig en reageert als een sterk nucleofiel.

## Voorbeeldverbindingen
Een bekende toepassing is Schlosser's base, een mengsel van n-butyllithium en kalium-tert-butoxide. Dit reagens reageert met propeen tot allylkalium (KCH2CH=CH2). cis-2-buteen en trans-2-buteen vormen een evenwicht in aanwezigheid van alkalimetalen, onder meer met kalium.
De metallatie van trifenylmethaan met metallisch kalium in tolueen en PMDTA leidde tot de vorming van een adduct tussen trifenylmethylkalium en PMDTA: [Ph3CK · PMDTA]n. Dit zijn rode kristallen met een polymeerachtige structuur.

## Hogere alkalimetalen: rubidium en cesium
De hogere alkalimetalen zijn in hun organische verbindingen nog reactiever dan organokaliumverbindingen. Er zijn weinig toepassingen van organorubidium- of organocesiumverbindingen beschreven. In tegenstelling tot de hoge isomerisatiesnelheid die gehaald wordt met lithium en natrium, is de reactiesnelheid met de hogere alkalimetalen, waaronder met kalium, traag.

## Navigatie
Navigatie Koolstof-elementbinding